# Stara Synagoga w Chemnitz
Stara Synagoga w Chemnitz (niem. Alte Synagoge in Chemnitz) – nieistniejąca synagoga, która znajdowała się w Chemnitz w Niemczech, przy Stephansplatz.
Synagoga została zbudowana w latach 1897–1899 według projektu architekta Wenzela Bürgera. Była to budowla neoromańska z elementami neogotyckimi. Wewnątrz znajdowały się miejsca dla 700 osób. Koszt budowy wyniósł 300 tysięcy marek. Podczas nocy kryształowej z 9 na 10 listopada 1938 roku, bojówki hitlerowskie spaliły synagogę, po czym jej ruiny zostały rozebrane.
13 listopada 1988 roku na miejscu synagogi ustawiono kamień pamiątkowy z napisem: 
An dieser Stelle stand die Jahr 1899 von Rabbiner Dr. Mühlfelder geweihte Synagoge. Durch faschistische Brandstifter wurde sie in der Pogromnacht am 9. November 1938 in Schutt und Asche gelegt
co znaczy
Na tym miejscu stała synagoga, którą w 1899 roku poświęcił rabin dr Mühlfelder. W czasie nocy kryształowej została podpalona przez faszystowskich podpalaczy.